# أونونداج (نيويورك)
أونونداج (بالإنجليزية: Onondaga, New York) هي بلدة أمريكية تقع في الولايات المتحدة في مقاطعة أونونداغا، نيويورك. يقدر عدد سكانها بـ 23,101 نسمة ومساحتها 149.8 كم2 وترتفع عن سطح البحر 315 متر.